# Erebia retyezatica
Erebia retyezatica är en fjärilsart som beskrevs av Dioszeghy 1930. Erebia retyezatica ingår i släktet Erebia och familjen praktfjärilar. Inga underarter finns listade i Catalogue of Life.